# Ліс (фільм)
«Ліс» (рос. «Лес») — російський радянський повнометражний кольоровий художній фільм, поставлений на кіностудії «Ленфільм» 1980 року режисером Володимир Мотильом за мотивами однойменної п'єси російського письменника Олександра Островського.
Прем'єра фільму в СРСР відбулася 30 листопада 1986 року.

## Зміст
Гурмижська все своє життя користувалася чоловічою увагою. Та роки пройшли, краса зів'яла, і вона коротає дні у своєму заміському провінційному маєтку. Коли до неї в гості приїжджає її племінник, учень гімназії, тітонька вирішує труснути старовиною і завести з ним роман. Молодий хлопець відповідає їй взаємністю.

## Ролі
- Людмила Целіковська — Раїса Павловна Гурмижська
- Борис Плотніков — Геннадій Дем'янович Несчастлівцев (роль озвучив — Юрій Демич)
- В'ячеслав Кирилич — Счастлівцев
- Станіслав Садальський —  Олексій Сергійович Буланов, гімназист
- Олена Борзова — Аксюша <! — Саме так вона названа в титрах фільму.->, Племінниця
- Олександр Соловйов —  Петро
- Михайло Пуговкін —  Восьмібратов
- Кіра Крейліс-Петрова —  Улита, служниця Гурмижської
- Віктор Цепаєв —  Карп (роль озвучив — Ігор Єфімов)

## В епізодах
- Галина Баркова — епізод
- Євген Барков — епізод
- Ю. Бірюков
- О. Деркач
- Валерій Ісаєв — епізод
- Олександр Каргін — епізод
- Сергій Карнович-Валуа — Уар Кирилич Бодаев (роль озвучив — Ігор Єфимов)
- Олексій Кожевников — піаніст
- А. Константинов
- В. Курашкін
- Юрій Мальцев — епізод
- Галина Мочалова — епізод
- Д. Образцов — епізод
- Олександр Пятков — куафер
- Галина Семенова — гостя
- Валерій Сівак — епізод
- Любов Тищенко — Восьмибратова
- Вадим Урюпін — епізод
- Леонід Філаткін
- Юрій Черницький

## Знімальна група
- Постановка і сценарій — Володимир Мотиль
- Оператор-постановник — Володимир Ільїн
- Художник-постановник — Валерій Кострін
- Композитор — Олександр Журбін
- Звукооператор — Геннадій Корхова
- Консультант — доктор філологічних наук Л. М. Лотман
- Режисери — Ю. Трубников, Є. Козловський
- Редактор — Ірина Тарсанова
- Монтаж — Леда Семенова
- Грим — Жанна Родіонова, Л. Козинець
- Костюми — Галина Антипіна
- Комбіновані зйомки:
  - Оператори — В. Мартинов, Георгій Варгін
  - Художники — В. Соловйов, А. Сидоров
- Асистенти:
режисера — С. Ільїна, Г. Супрунова
оператора — В. Триліс, Н. Соколов
художника — В. Волинська, Т. Царьова
монтажера — Р. Бранчугова
- Художник-декоратор — Єлизавета Урліна
- Гример — Тамара Фрід
- Помічник режисера — Є. Лаврова
- Підготовка оптики — Є. Карнаухов
- Майстер світла — Є. Зарх
- Адміністративна група — В. Картошкин, М. Кирилюк, Ада Стависька
- Директор картини — Віктор Усов
- Фільм знятий на плівці Виробничого об'єднання «Свема»

## Виробництво
Фільм був знятий у підмосковній садибі Ніколо-Прозорово по вітчизняної широкоформатної системі на кіноплівку 70-мм. У прокат стрічка могла вийти і бути показана лише в декількох оснащених спеціальними проекторами кінотеатрах. Цим режисер В. Мотиль пояснював те, що фільм так і залишився «лежати» на полиці, мало демонструвався і фактично «не дійшов до глядача».
Як стверджують «Вести» каналу «Россия», «фільм Мотиля „Ліс“ (1980), знятий за мотивами п'єси О. М. Островського, був заборонений до показу, а режисер знову вигнаний з кіноіндустрії».